# Gumaelius (reklambyrå)

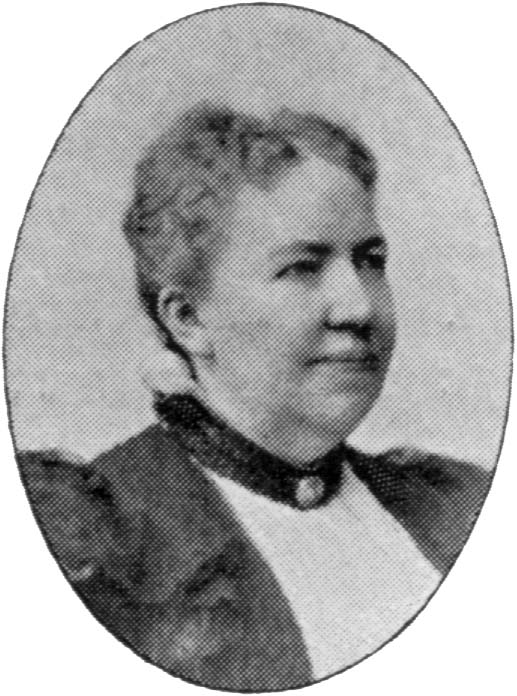
Grundaren Sofia Gumaelius.

Gumaelius är en känd svensk reklambyrå, grundad 1877 av Sofia Gumaelius (1840-1915).

## Historik

### Tidiga år

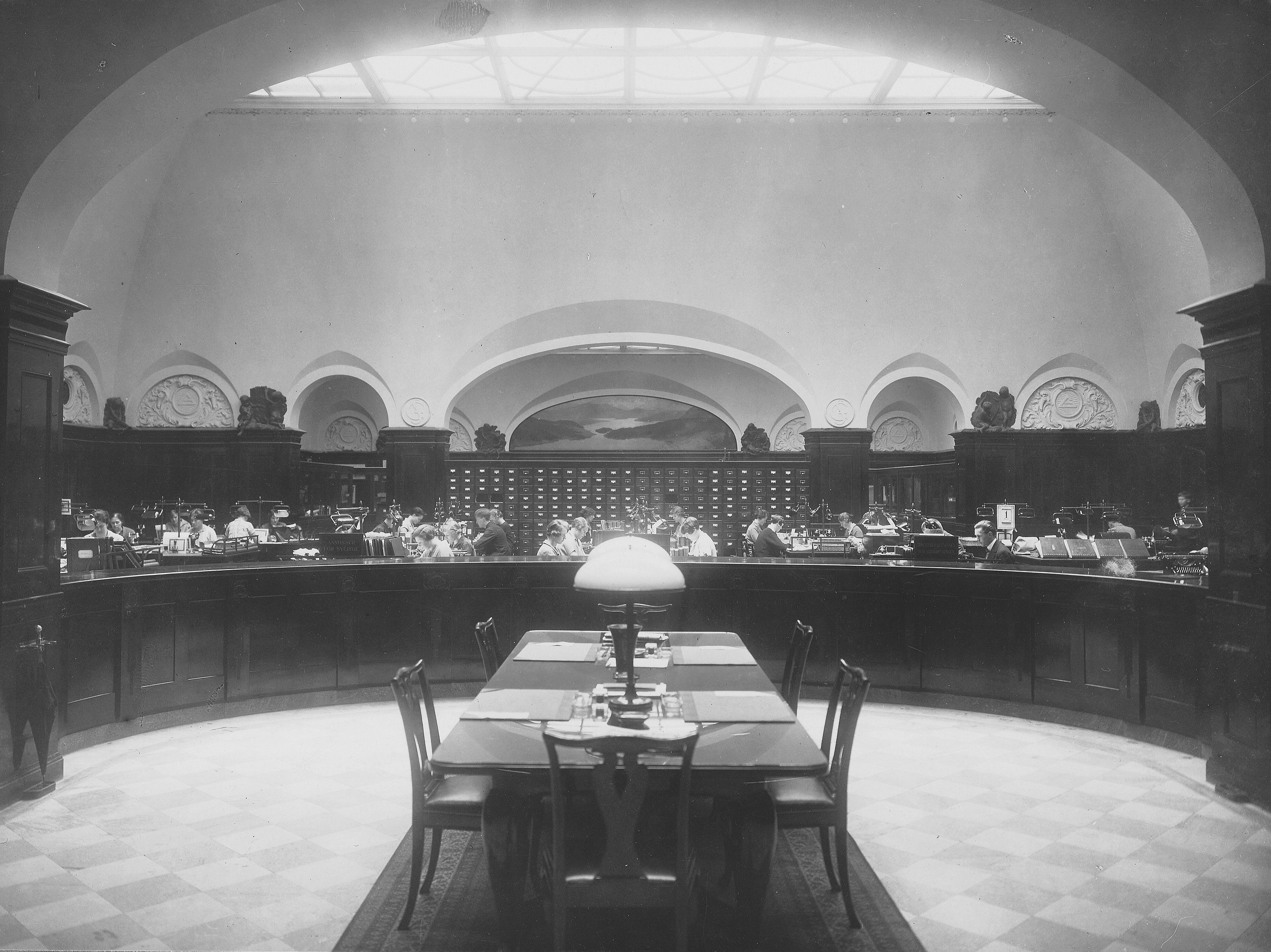
Sofia Gumaelius annonsbyrå i före detta Norrlandsbanken, Fredsgatan, 1930-tal.

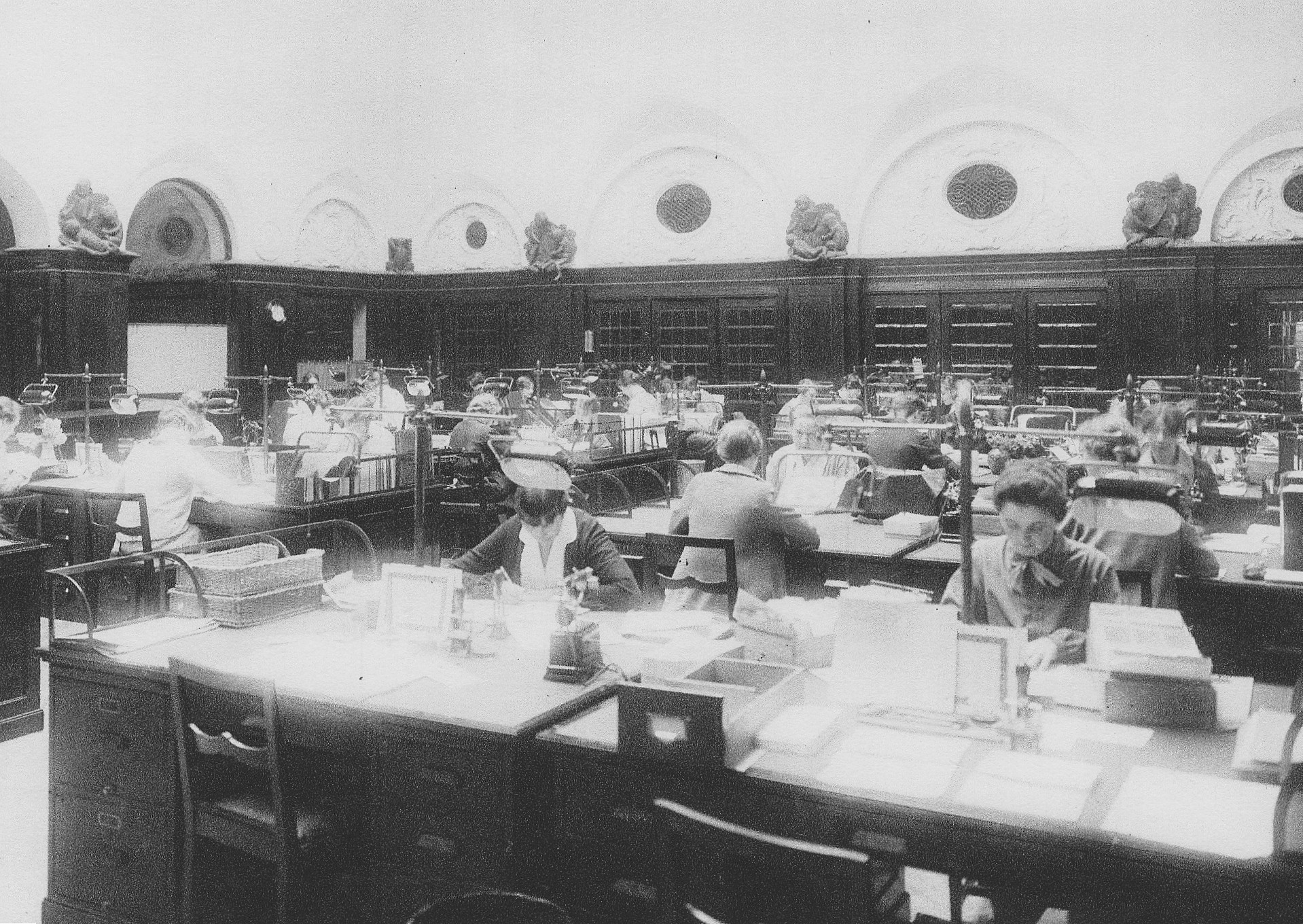
Sofia Gumaelius annonsbyrå i före detta Norrlandsbanken, Fredsgatan, 1930-tal.

"Nya annonsbyrån, landsortspressens egen annonsförmedlare" grundades 1877 av Sofia Gumaelius. Den kallades allmänt Gumaelius Annonsbyrå eller Gumaelius, och 1881 registrerades namnet S. Gumaelii annonsbyrå (förkortning av Sofia Gumaelius Annonsbyrå). År 1883  grundade Sofia Gumaelius även Gumaelius & Co, en firma som sålde boktryckerimaskiner och annan materiel till boktryckerier. Båda företagen omvandlades 1908 till aktiebolag. Efter hennes död sammanslogs företagen 1918 till aktiebolaget S. Gumaelius.
Hon drev ursprungligen firman själv från Myntgatan 1 A i Stockholm, där hon öppnade kontor den 28 juli 1877 i två hyrda rum. Hon lånade en liten summa pengar till av sin bror Arvid Gumaelius. Efter ett par månader anställdes den första medarbetaren Agda Wilson. Firman växte i snabb takt och fick fler anställda. Efter ett år bytte man till större lokaler vid Riddarhustorget i Stockholm. 1906 köpte firman en trevåningsfastighet på Karduansmakargatan 9, nära Drottninggatan, vilken revs och blev grunden till en ny firmabyggnad.
Under Sofia Gumaelius livstid etablerade hon kontor i Stockholm, London, Göteborg, Malmö och Oslo. Vid sin död beskrevs hon som Sveriges främsta affärskvinna. 

### Efter Sofia Gumælius
Verksamheten levde vidare efter Sofia Gumaelius död och finns än idag. Den upplevde en storhetstid under 1950- och 60-talen. Den hade då bland annat nio kommunikationsbyråer i de nordiska länderna samt vissa kringliggande verksamheter, 250 anställda och en årlig omsättning på 100 miljoner kronor. Reklam- och kommunikationstjänster var alltid den huvudsakliga verksamheten, men vid denna tidpunkt hade firman även förlags- och mediebyråverksamhet. 

### Nedgång och konkurs
På 1980-talet splittrades koncernen och de olika delarna fick nya ägare eller lades ner. En av de två kommunikationsbyråerna i Stockholm Gumaelius 1 övertogs av Bengt Tideström som var aktiv i byrån fram till 1998. Under denna tid förvärvade byrån Gumaelius-namnet och det välkända varumärket. 
År 2003 gick byrån i konkurs. Den tidigare ägaren och vd:n Bengt Tideström förvärvade då återigen firman och varumärket och drev den vidare under fem år varefter den övertogs av Marie Gumaelius, släkt med grundaren Sofia Gumaelius.

## Namnkunniga medarbetare
Bland Gumaelius medarbetare under 1900-talet fanns bland andra delägaren Hjalmar Lundberg och fotografen Gustaf Cronquist som från 1927 var avdelningschef. Jan Cederquist började sin karriär som copywriter på Gumaelius. Annonsmannen Hugo R Krantz, som senare grundade Annons-Krantz, började sin karriär på Gumaelius.